# Сан-П'єтро ді Кастелло (острів)
Острів Сан-П'єтро ді Кастелло (італ. San Pietro di Castello) або Оліволо (італ. Olivolo) — острів у східній частині Венеції в районі (сест'єре) Кастелло.

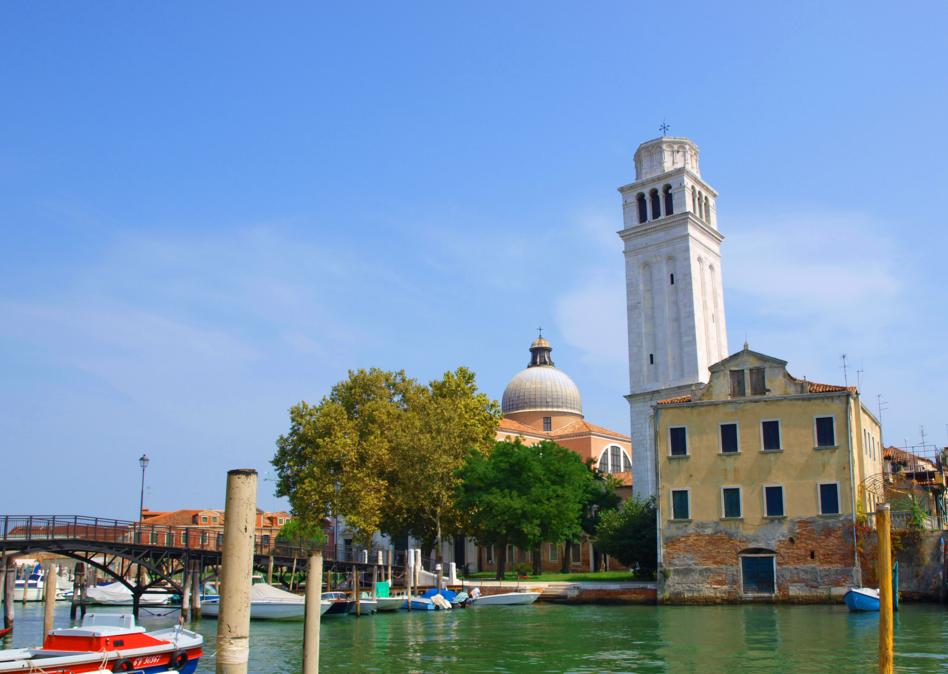
Кампаніла «під градусом» на о. Сан-Пєтро ді Кастелло

На острові було засноване одне з перших поселень Венеційської лагуни. На його території існувала окрема єпархія (згодом перетворена у Венеційський патріархат). Острів у минулому називали Оліволо (італ. Olivolo) можливо тому, що там вирощували оливкові дерева, або, можливо, через свою форму, що віддалено нагадує оливу.
Після формування Венеції, острів залишався окремо від решти міста, від якого розділяв широкий канал Сан-П'єтро. Острів з'єднаний з містом двома дерев'яними мостами Сан-П'єтро і Квінтавале.
До сьогодні збереглися церква Сан-П'єтро ді Кастелло і патріарший палац.

## Галерея

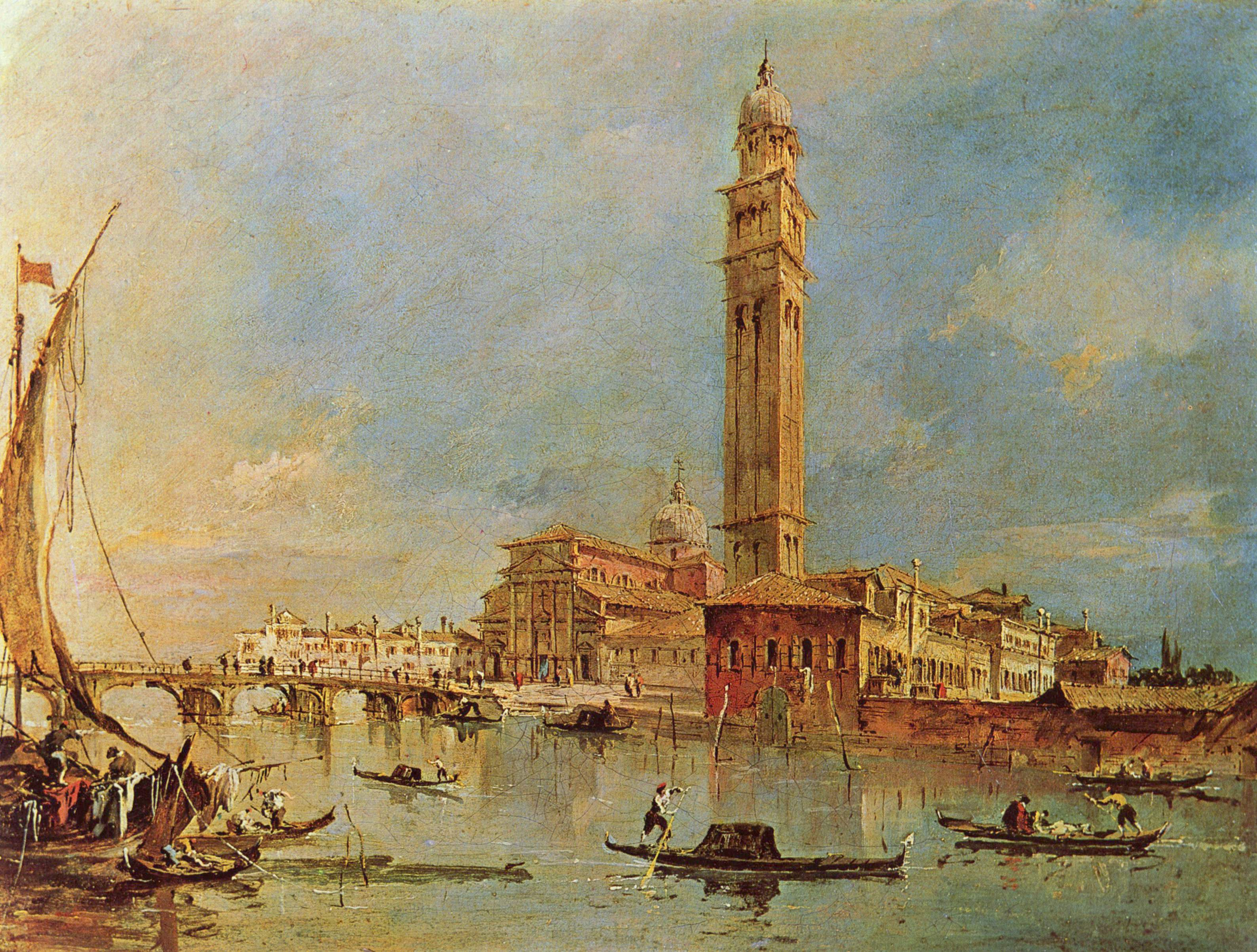
Франческо Гварді. Острів Сан-П'єтро ді Кастелло
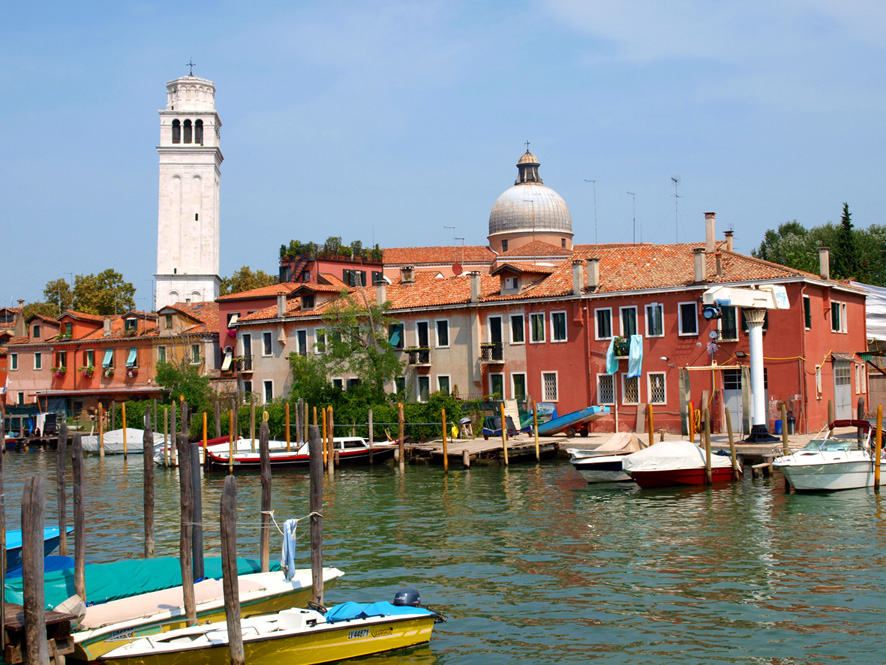
Церква Сан-П'єтро ді Кастелло
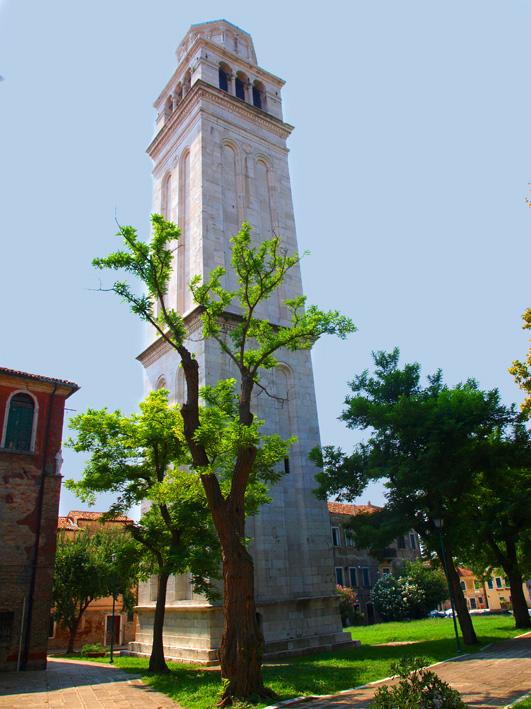
Кампаніла (дзвіниця)
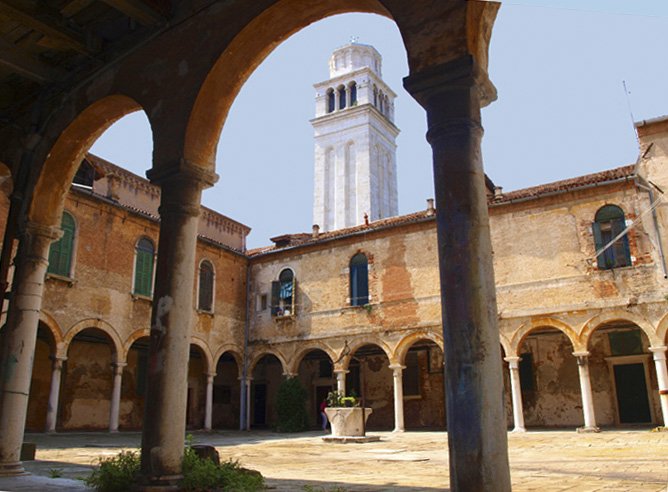
Патріарший палац з криницею (vera da pozzo)
Міст Квінтавале